# Sulzgraben (Miesbach)
 Sulzgraben ist ein Gemeindeteil von Miesbach auf der Gemarkung Wörnsmühl im oberbayerischen Landkreis Miesbach.

## Ortsbeschreibung
Die Einöde Sulzgraben liegt 3,5 km südöstlich des Miesbacher Bahnhofsplatzes auf der Parsberger Höhe, etwas östlich des gleichnamigen Bachs Sulzgraben, einem linken Zufluss der Leitzach.

## Bekannte Bewohner
Maria Pettinger, geb. Edlmaier (1849–1910) hinterließ nach ihrem kinderlosen Tod der Marktgemeinde Miesbach, der damaligen Eigentümerin der Portiunkulakirche, das Geld zum Ankauf einer neuen Turmuhr. Sie war viele Jahre Bäuerin des Hofes Sulzgraben. 1869 hatte sie den Berghamer Bauernsohn Lorenz Pettinger (1839–1907) geheiratet, der mit ihr den Hof führte. Da das Paar keine Kinder hatte, verkauften sie 1901 den Hof und erwarben am Miesbacher Marktplatz ein Wohnhaus, wo sie ihren Lebensabend verbrachten.

## Bevölkerungsentwicklung
Um 1871 lebten in Sulzgraben 39 Einwohner. Im Mai 1987 gab es nach einem vorübergehenden Anstieg auf 50 Einwohner um 1925 noch drei Einwohner in zwei Häusern.
| Jahr      | 1871 | 1925 | 1950 | 1970 | 1987 |
| Einwohner | 39   | 50   | 37   | 20   | 3    |